# Шабалина, Валерия Андреевна
Валерия Андреевна Шабалина (род. 9 июня 1995, Челябинск) ― российская параспортсменка, пловчиха. Многократная чемпионка мира, Европы, рекордсменка мира. Многократная чемпионка и призёр чемпионатов России. Трёхкратная чемпионка Паралимпийских игр 2020 в Токио в заплыве на 100 метров баттерфляем, 200 метров вольным стилем и 200 метров в комплексном плавании. Заслуженный мастер спорта России.

## Биография и спортивная карьера
Валерия Шабалина родилась 9 июня 1995 года в Челябинской области.
В плавании специализируется на заплывах вольным стилем, комплексным плаванием, баттерфляем и плаванием на спине.
Учится в Челябинском колледже физической культуры. Тренер у неё — Новикова Татьяна Вячеславовна, Заслуженный тренер России.
В 2016 году на чемпионате Европы Шабалина завоевала три золотые и одну бронзовую медали.
В сентябре 2019 года на чемпионате мира Валерия выиграла три золотые, две серебряные и одну бронзовую медали.
В октябре 2020 года в Саранске на чемпионате России по плаванию (ЛИН) Валерия выиграла четыре золотые и одну серебряную медаль. Всего на чемпионатах России Валерия Шабалина завоевала 39 золотых медалей.
На Паралимпийских играх 2020 года в Токио Валерия Шабалина завоевала золотую медаль, победив в заплыве на 100 метров баттерфляем с результатом 1.03.59. Немногим позже она повторила успех на дистанции 200 метров вольным стилем опередив в финальном заплыве британку Бетани Ферт на 0.28 секунды. Третью золотую награду спортсменка завоевала по итогам заплыва на дистанции 200 метров в комплексном плавании.
2 сентября 2021 года Шабалина на Паралимпиаде выиграла серебряную медаль в заплыве на 100 метров на спине.
На Паралимпийских играх в Париже в 2024 году 29-летняя Валерия Шабалина завоевала золото на дистанциях 200 метров вольным стилем и комплексом в классе S14. На стометровке на спине у подопечной Татьяны Новиковой было серебро, а на стометровке баттерфляем — бронза. За свои заслуги в последние годы спортсменка была награждена Орденом Почета. 